# Фігейро-душ-Вінюш
Фігейро́-душ-Ві́нюш (порт. Figueiró dos Vinhos; МФА: [fi.gɐj.ˈɾɔ duʒ ˈvi.ɲuʃ], Фігейро́-дуж-Віню́ш) — муніципалітет і містечко в Португалії, в окрузі Лейрія. Розташований у центральній частині країни, на теренах історичної португальської провінції Ештремадура. Належить до Лейрійсько-Фатімської діоцезії Католицької церкви в Португалії. Права міського самоврядування має з 1204 року. Поділяється на 4 парафії. За адміністративним поділом, чинним до 1976 року, був складовою провінції Берегова Бейра. Площа муніципалітету — 173,44 км², населення муніципалітету — 6169 ос. (2011); густота населення — 35,57 осіб/км²
. Патрон — Іван Хреститель. Святковий день муніципалітету — 24 червня. Поштовий індекс — 3260.  Код місцевої адміністративної одиниці — 1008. Складова статистичного регіону Центр.

## Географія
Фігейро-душ-Вінюш розташоване в центрі Португалії, на північному сході округу Лейрія.
Фігейро-душ-Вінюш межує на півночі з муніципалітетом Лозан, на сході — з муніципалітетами Каштаньєйра-де-Пера і Педроган-Гранде, на південному сході — з муніципалітетом Сертан, на півдні — з муніципалітетом Феррейра-ду-Зезере, на заході — з муніципалітетами Алвайазере, Ансіан і Пенела, на північному заході — з муніципалітетом Міранда-ду-Корву.

## Історія
1204 року португальський король Саншу I надав Фігейро форал, яким визнав за поселенням статус містечка та муніципальні самоврядні права.

## Населення
| Кількість мешканців | Кількість мешканців | Кількість мешканців | Кількість мешканців | Кількість мешканців | Кількість мешканців | Кількість мешканців | Кількість мешканців | Кількість мешканців | Кількість мешканців | Кількість мешканців | Кількість мешканців | Кількість мешканців | Кількість мешканців | Кількість мешканців | Кількість мешканців |
| ------------------- | ------------------- | ------------------- | ------------------- | ------------------- | ------------------- | ------------------- | ------------------- | ------------------- | ------------------- | ------------------- | ------------------- | ------------------- | ------------------- | ------------------- | ------------------- |
| 1864                | 1878                | 1890                | 1900                | 1911                | 1920                | 1930                | 1940                | 1950                | 1960                | 1970                | 1981                | 1991                | 2001                | 2011                |                     |
| 8 040               | 9 044               | 9 127               | 9 702               | 10 630              | 10 686              | 10 699              | 12 031              | 12 300              | 11 545              | 9 145               | 8 754               | 8 012               | 7 352               | 6 169               |                     |

## Уродженці
- Діогу де Соза — бразький архієпископ, гуманіст, меценат.